# Михаил Верижник
Михаи́л Вязнико́вский (Михаи́л Вери́жник (Пусты́нник) (около 1362/67 года, Ярополч Залесский (ныне г. Вязники — 1333(?) или 9 ноября 1422 год) — преподобный Русской православной церкви. В первой четверти XIV века основал мужской монастырь Сретенская Михайлова пустынь, просуществовавший до 1763 года (ныне на том месте стоит деревня Пустынка).

## Биография
Михаил Верижник родился в городе Ярополче Залесском (ныне г. Вязники) в 1362/67 годах (по версии Д. Обидина и Ю. Васищева)
Прозвище Верижник связано с тем, что носил на ногах железные вериги, дабы смирить свою плоть, что считалось христианским подвигом.
По легенде, был знаком с архиепископом Суздальским и Нижегородским Дионисием и благословил его на духовный подвиг.
Пожил более 50 лет. Умер в 1333(?) или в 1422 году. Погребён в церкви упразднённого Вязниковского Успенского монастыря (село Станки, Вязниковский район), по другой версии под фундаментом церкви Владимирской иконы Божией Матери (деревня Пустынка, Ковровский район).
Относится к ряду местночтимых святых. Канонизирован в 1982 году в составе Собора Владимирских святых по инициативе архиепископа Владимирского и Суздальского Серапиона (Фадеева). День празднования установлен 23 июня/6 июля.
В различных источниках, посвящённых Михаилу Верижнику, имеется сходное описание личности святого, но отличия в деталях (например, расположение Михайловой пустыни в Ковровском уезде или Вязниковском уезде), исходя из чего некоторые вязниковские краеведы (в частности, Донат Обидин, Юрий Васищев) высказывают предположение, что речь может идти о разных людях.
Умер Михаил Верижник по ложным версиям в 1333 году, или 9 ноября 1422 года, что более вероятно. Точное место захоронения Михаила Верижника не установлено. Исторические источники указывают на несколько мест захоронений святого:
- Урочище Кинешемский погост, Церковь Николая Чудотворца (в 3 км от деревни Ступины Деревеньки, Вязниковский район)[5]
- Вязниковский Успенский мужской монастырь, Церковь Успения Пресвятой Богородицы (село Станки, Вязниковский район)[6]
- Михайлова Сретенская пустынка, Церковь Владимирской иконы Божией Матери (деревня Пустынка, Ковровский район)[1][2].

## Внешнее описание Михаила Верижника

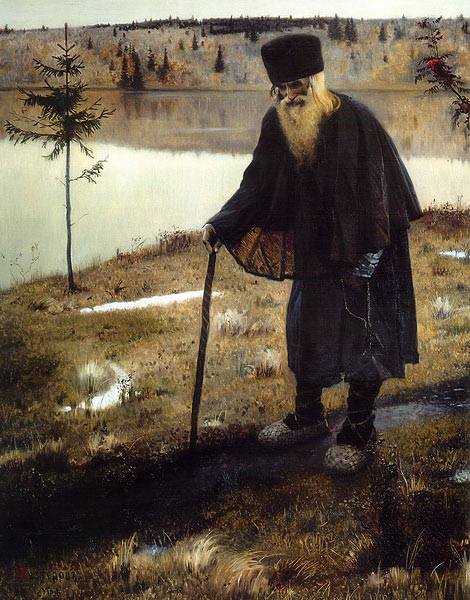
Михаил Нестеров. Пустынник. 1888

Сохранилось внешнее описание преподобного Михаила: «Подобием стар, без брады, возрастом велик в свитке, чином белец. Поживе более 50 лет» (то есть «Был стар, без бороды, ростом велик в свитке власяной, чином белец».
Икон с изображением Михаила Верижника не создано.

## Другие сведения о Михаиле Верижнике
«Суздальском уезде был некто пустынник, Михаил именем, свят муж, до мора еще преставился (моровое поветрие и голод 1601 — 1603 гг.). Ныне тут и пустынь заведена над мощами его»

(Из письма дьякона Федора Иванова из Пустоозерской ссылки к семье протопопа Аввакума на Мезень, 1669 год).
В «Книге глаголемой описание о российских Святых» сказано: 
«Трудник и пустынник Михаил верижник в монастыре Успения Пресвятыя Богородицы и Святого Николы, иже на Клязьме-реке, въ Мстёрской волости Государевой новый чудотворец. Подобием стар, без бороды, возрастом (ростом) велик во свитке власяной, чином белец, бысть в лето 6930. Поживе более 50 лет. От града Вязников 10 верст. Область Патриарша». 
(Без бороды. Ношение бороды у монашествующих обязательно, борода — как символ образа Божьего в человеке.) (В селе Станках начиная с XVII века не было церкви Николая Чудотворца, а волость Мстёрская с начала XVII века значилась старинной вотчиной князей Ромодановских. Церковь св. Николая Чудотворца, упоминаемая древними святцами над могилою инока Михаила Верижника — полагают — есть, на противоположном берегу Клязьмы (ныне старица Клязьмы, озеро Никола), там стоит церковь Никольская в Погосте Кинешемском (по месткому прозвищу Никола Молошный).
В Пировых-Городищах на месте Ярополча был найден скелет большого мужчины в веригах. Найдены также остатки церкви. Ярополч упоминается в договорных грамотах московского князя Василия Дмитриевича с Серпуховским князем Владимиром Андреевичем в 1390 году. Это время подвижничества Михаила Верижника.